# Selección de fútbol de Artsaj
La selección de fútbol de Artsaj fue el equipo de fútbol representativo de Artsaj. La República de Artsaj no era miembro de la FIFA ni de la AFC o de la UEFA, así que sus partidos no fueron reconocidos por esas entidades.
La selección de Artsaj solo ha participado una vez en la Copa Mundial de Fútbol de ConIFA y fue en 2014 y acabó terminando en la 9.ª colocación.

## Desempeño en competiciones
| Copa Mundial de ConIFA | Copa Mundial de ConIFA | Copa Mundial de ConIFA | Copa Mundial de ConIFA | Copa Mundial de ConIFA | Copa Mundial de ConIFA | Copa Mundial de ConIFA | Copa Mundial de ConIFA |
| Año                    | Posición               | PJ                     | PG                     | PE                     | PP                     | GF                     | GC                     |
| ---------------------- | ---------------------- | ---------------------- | ---------------------- | ---------------------- | ---------------------- | ---------------------- | ---------------------- |
| 2014                   | 9.º                    | 4                      | 2                      | 0                      | 2                      | 19                     | 5                      |
| 2016                   | No participó           | No participó           | No participó           | No participó           | No participó           | No participó           | No participó           |
| 2018                   | No participó           | No participó           | No participó           | No participó           | No participó           | No participó           | No participó           |
| 2020                   | Cancelado              | Cancelado              | Cancelado              | Cancelado              | Cancelado              | Cancelado              | Cancelado              |
| Total                  | 1/4                    | 4                      | 2                      | 0                      | 2                      | 19                     | 5                      |

| Copa Europa de ConIFA | Copa Europa de ConIFA | Copa Europa de ConIFA | Copa Europa de ConIFA | Copa Europa de ConIFA | Copa Europa de ConIFA | Copa Europa de ConIFA | Copa Europa de ConIFA |
| Año                   | Posición              | PJ                    | PG                    | PE                    | PP                    | GF                    | GC                    |
| --------------------- | --------------------- | --------------------- | --------------------- | --------------------- | --------------------- | --------------------- | --------------------- |
| 2015                  | No participó          | No participó          | No participó          | No participó          | No participó          | No participó          | No participó          |
| 2017                  | No participó          | No participó          | No participó          | No participó          | No participó          | No participó          | No participó          |
| 2019                  | 5.º                   | 5                     | 3                     | 1                     | 1                     | 9                     | 8                     |
| 2021                  | Cancelado             | Cancelado             | Cancelado             | Cancelado             | Cancelado             | Cancelado             | Cancelado             |
| Total                 | 1/3                   | 5                     | 3                     | 1                     | 1                     | 9                     | 8                     |

## Partidos
| Fecha                    | Competición                 | Lugar               | Equipo local | Equipo visitante | Marcador |
| ------------------------ | --------------------------- | ------------------- | ------------ | ---------------- | -------- |
| 25 de septiembre de 2012 | Amistoso                    | Sujumi, Abjasia     | Abjasia      | Artsaj           | 1–1      |
| 21 de octubre de 2012    | Amistoso                    | Stepanakert, Artsaj | Artsaj       | Abjasia          | 3–0      |
| 1 de junio de 2014       | Copa Mundial de ConIFA 2014 | Östersund, Suecia   | Artsaj       | Ellan Vannin     | 2–3      |
| 3 de junio de 2014       | Copa Mundial de ConIFA 2014 | Östersund, Suecia   | Artsaj       | Niza             | 0–1      |
| 5 de junio de 2014       | Copa Mundial de ConIFA 2014 | Östersund, Suecia   | Darfur       | Artsaj           | 0–12     |
| 7 de junio de 2014       | Copa Mundial de ConIFA 2014 | Östersund, Suecia   | Laponia      | Artsaj           | 1–5      |
| 2 de junio de 2019       | Copa Europa de ConIFA 2019  | Stepanakert, Artsaj | Artsaj       | Laponia          | 3-2      |
| 3 de junio de 2019       | Copa Europa de ConIFA 2019  | Martuni, Artsaj     | Cameria      | Artsaj           | 4-1      |
| 4 de junio de 2019       | Copa Europa de ConIFA 2019  | Martuni, Artsaj     | Artsaj       | Abjasia          | 1-1      |
| 6 de junio de 2019       | Copa Europa de ConIFA 2019  | Martuni, Artsaj     | Artsaj       | País Sículo      | 2-1      |
| 6 de junio de 2019       | Copa Europa de ConIFA 2019  | Stepanakert, Artsaj | Padania      | Artsaj           | 0-2      |